# Ugo Fleurot
Pour les articles homonymes, voir Fleurot.
Ugo Fleurot, né le 28 juin 2001, est un pentathlonien français.

## Carrière
Ugo Fleurot remporte la médaille de bronze en individuel aux Jeux olympiques de la jeunesse de 2018 à Buenos Aires.
Il est médaillé de bronze en relais mixte avec Marie Oteiza aux Championnats d'Europe de pentathlon moderne 2022 à Székesfehérvár.